# 七味温泉
七味温泉（しちみおんせん）は、長野県上高井郡高山村（旧国信濃国）の信州高山温泉郷の温泉の一つの秘湯。

## 泉質
- 泉温49～64度。成分は単純硫黄泉、含硫黄ナトリウム・カルシウム泉。湯色は白濁色

## 歴史
それまでも足洗湯として使用されていたが1889年（明治22年）に旅館が開業し、湯治を目的とした自炊客で賑わった。現在は2軒の旅館が営業している。

## アクセス
- 自動車：上信越自動車道須坂長野東ICまたは小布施スマートIC
- 鉄道：長野電鉄長野線・河東線：須坂駅よりタクシー約30分

## 周辺観光スポット
- 山田温泉キッズスノーパーク（山田温泉スキー場）
- YAMABOKUワイルドスノーパーク（山田牧場スキー場）
- 五色温泉
- 松川渓谷
- 雷滝
- 八滝
- 高山村五大桜 シダレザクラ（枝垂れ桜）（村内各地）
- 福島正則屋敷跡
- 歴史公園信州高山一茶ゆかりの里一茶館

## 参考
- 信州高山温泉郷観光協会パンフレット
- 高山村誌（歴史編）平成17年